# Arbetssamhället – Hur arbetet överlevde teknologin
Arbetssamhället – Hur arbetet överlevde teknologin är en arbetskritisk bok (utgiven 2010 på Gleerups förlag) av Roland Paulsen som är en kritisk analys av det samtida samhället, som han kallar "Arbetssamhället", där han menar att arbetet blivit ett självändamål och att trots att teknologin har gjort behovet av mänsklig arbetskraft mindre än någonsin, så arbetar vi mer än vi gjort under större delen av mänsklighetens historia.
Boken är indelad i fyra delar: "Arbetets ideologi", "Arbetets frukt", "Arbetets substans" och "Arbetets underminering".